# Нубо-Синдські тропічні пустелі та напівпустелі Південного Ірану
Нубо-Синдські тропічні пустелі та напівпустелі Південного Ірану (ідентифікатор WWF: PA1328) — палеарктичний екорегіон пустель і склерофітних чагарників, розташований в Західній Азії, на прибережних рівнинах, розташованих на північ від Перської затоки, та на пустельних пагорбах, розташован на південь від гір Загросу. Більша частина регіону розташована в Південному Ірані. Він також охоплює частину південно-східного Іраку та південний захід Пакистану. Регіон включає спекотні піщані пустелі, чагарники та відкриті колючі рідколісся в глибині країни. Уздовж узбережжя зустрічаються мангрові зарості та болота.

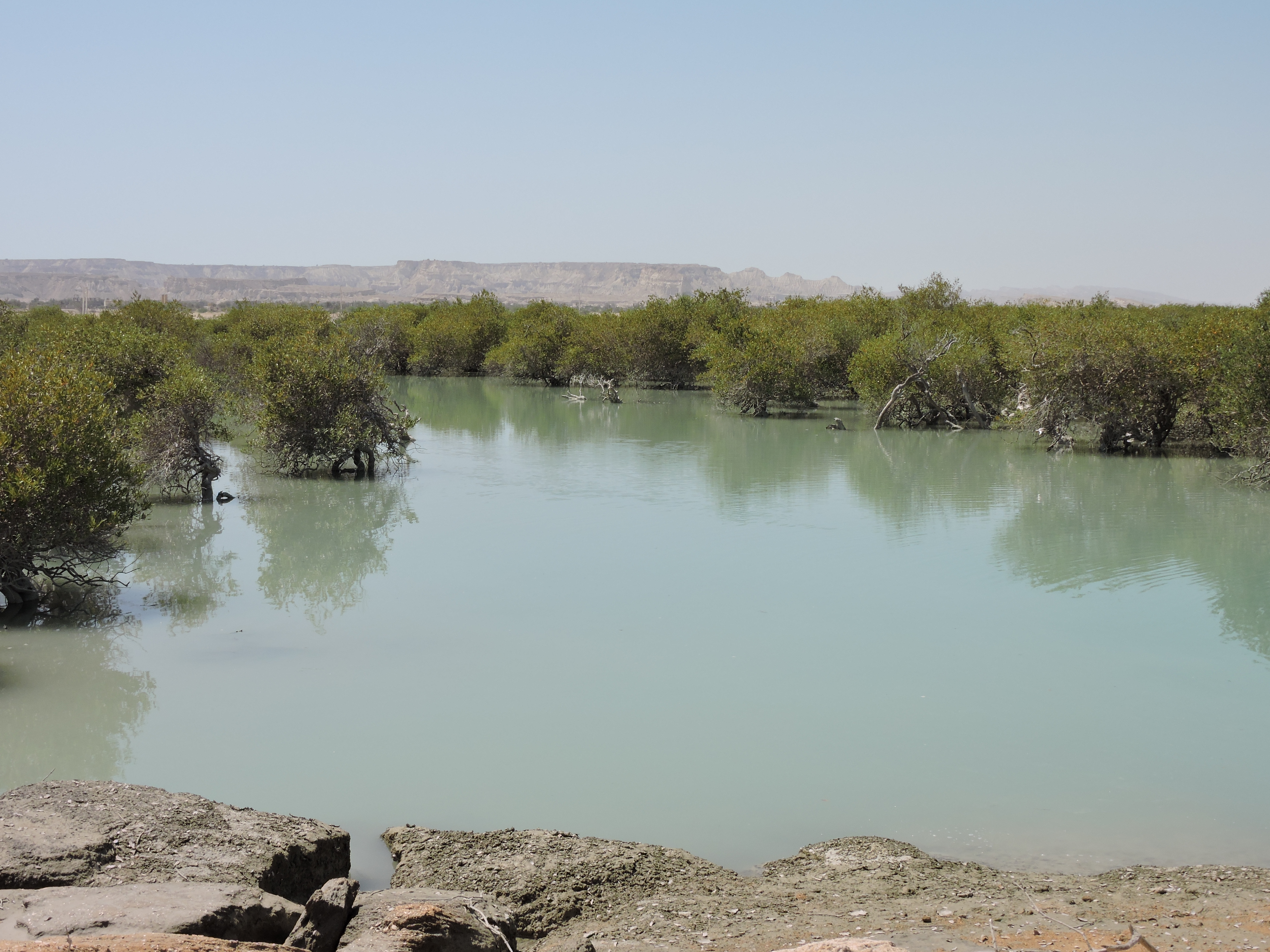
Мангрові ліси Кешма

## Географія
Екорегіон Нубо-Синдських тропічних пустель та напівпустель Південного Ірану простягається на 1600 км уздовж північного узбережжя Перської затоки, від Абадану на крайньому південному заході Ірану до гирла річки Хінгол на південному узбережжі Пакистану в 150 км на захід від Карачі. На більшій частині своєї довжини регіон простягається на 120 км вглиб суходолу, однак на схід від Ормузької протоки він значно розширюється. Екорегіон включає западину Джаз-Муріан, безстічну область на південному сході Ірану, оточену горами. В цій западині розташоване сезонне озеро, яке живиться водами річок Бемпур та Хеліль. На південному сході Ірану та на південному заході Пакистану регіон включає прибережний гірський хребет Мекран. Крім того, екорегіон охоплює деякі острови, розташовані на півночі Перської затоки, зокрема острів Ормуз. Висота регіону коливається від 0 до 3283 м над рівнем моря, середня висота регіону становить 559 м. 
Екорегіон є тісно пов'язаним з іншими подібними регіонами, розташованими в прибережних районах Червоного та Аравійського морів, Аденської, Перської та Оманської заток, від Нубії (Північно-Східної Африки) до Сінду в південному Пакистані.

## Клімат
В межах екорегіону переважає спекотний та посушливий пустельний клімат (BWh за класифікацією кліматів Кеппена). Він характеризується надзвичайно сухим і спекотним літом та помірною зимою. Середня температура найспекотнішого з місяців становить 29-35 °C.

## Флора
Більша частина рослинного покриву екорегіону представлена сухими чагарниковими заростями, які перемежовуються ділянками піщаної пустелі. Тут ростуть такі чагарники і дерева, як безлистий обвійник (Periploca aphylla), арабський мигдаль (Prunus arabica), ларський молочай (Euphorbia larica), колючий зизифус (Ziziphus spina-christi), плокама Ошера (Plocama aucheri), скельна берізка (Convolvulus acanthoclados), сферокома Гукера (Sphaerocoma hookeri subsp. aucheri), сонянка Ліппі (Helianthemum lippii), десятитичинковий голоплідник (Gymnocarpos decander), перський ехілоліхон (Echiochilon persicum), колюча берізка (Convolvulus spinosus), верблюжа трава (Cymbopogon schoenanthus), ямчастий діхантіум (Dichanthium foveolatum), різні види арістіди (Aristida spp.), пустельна кропива (Forsskaolea tenacissima), жовта акація (Vachellia flava) та дерево гаф (Prosopis cineraria). 8 % площі екорегіону має трав'яний покрив або перетворена на сільськогосподарські угіддя. В деяких місцевостях на узбережжі Перської затоки, зокрема в дельтах річок Руд-е-Газ та Руд-е-Хара в районі Ормузької протоки, зустрічаються мулисті рівнини, де ростуть мангрові зарості. В цих заростях домінують білі мангри (Avicennia marina). На численних солончаках зустрічаються трав'янисті солонці (Salicornia europaea) та шишкуваті солянки (Halocnemum strobilaceum).
Екорегіон відповідає Південноіранській флористичній провінції, визначеній Арменом Тахтаджяном, і є частиною Омано-Синдського підрегіону. Тахтаджян вважав її флористично найбагатшою провінцією субрегіону. Серед ендемічних рослин регіону слід навести рід Zhumeria та такі види, як Diceratella canescens, Diceratella floccosa, Grewia tenax subsp. makranica, Zygophyllum acerosum, Zygophyllum subinerme, Moluccella aucheri, Achillea eriophora, Echinops kotschyi та Iphiona aucheri. Серед більш поширених видів слід навести Argyrolobium roseum subsp. roseum, Crotalaria persica, Monsonia nivea, Pycnocycla nodiflora, Salvia mirzayanii та Schweinfurthia papilionacea.

## Фауна
Серед ссавців екорегіону слід відзначити індійську газель (Gazella bennettii), джейрана (Gazella subgutturosa), степового кота (Felis lybica), очеретяного кота (Felis chaus), сіру індійську мангусту (Urva edwardsii), смугасту гієну (Hyaena hyaena) та перського тризубценоса (Triaenops persicus). Іранська блозубка (Crocidura susiana) є ендеміком регіону.
Серед птахів, що гніздяться в екорегіоні, слід відзначити рудоголового рябка (Pterocles coronatus), вохристого жайворонка (Ammomanes cinctura zarudnyi) і пустельну ластівку (Ptyonoprogne obsoleta). На пустельних рівнинах регіону зимують східні джеки (Chlamydotis macqueenii) та інші птахи.
Серед плазунів і амфібій, поширених в регіоні, слід навести іранську жабу (Bufotes surdus), перську земляну агаму (Trapelus persicus), короткопалого іранського гекона (Stenodactylus affinis), європейського веретеноподібного сцинка (Chalcides ocellatus), перського скельного гекона (Pristurus rupestris) та несправжню кобру (Malpolon moilensis). Ендеміками екорегіону є тонкопалі гекони Бланфорда (Cyrtopodion brevipes), джазмуріанські тонкопалі гекони (Mediodactylus sagittifer), іранські сліпуни (Xerotyphlops wilsoni) та отруйні перські крайти (Bungarus persicus).

## Збереження
Оцінка 2017 року показала, що 21 514 км², або 6 % екорегіону, є заповідними територіями. Природоохоронні території включають: Біосферний заповідник Гено, Мангровий заповідник Кешма, Національний парк Хінгол та Заповідна зона Монд в Ірані.